# Bartolomeo Cristofori
Bartolomeo Cristofori (født 4. maj 1655 i Padova, Republikken Venezia; død 27. januar 1731 i Firenze) var en italiensk musikinstrumentmager som bliver regnet som opfinderen af hammerklaveret.
Bartolomeo Cristofori blev født i Padova 4. maj 1655 som søn af Francesco Cristofori, ellers er ingenting kendt om Bartolomeos tidlige liv.
I 1690 blev han hentet til Firenze, hvor sønnen til den toskanske storhertugen Cosimo III, Ferdinando de' Medici ansatte ham som instrumentbygger og -stemmer ved sit hoff. På denne tiden begyndte Cristofori at arbejde med en ny anslagsmekanik som gjorde det mulig at spille dynamisk. I inventarfortegnelsen fra år 1700 er det listet op et «arpicembalo che fà il piano e il forte» (dvs «cembalo som kan spille stærkt og svagt») med et toneomfang på fire oktaver. Instrumentet er dateret 1698, og regnes som historiens første piano.
Ferdinand døde i 1713, men Cristofori fortsatte arbejdet, nu i storhertugens værksted. Han lavede flere hammerklaver og perfektioner teknikken, restaurere enkelte værdifulde ældre cembali og udvikler to nye tangentinstrumenter, spinettone (stort spinet med flere registre) og et ovalt spinet med basstrenge i midten, dvs der instrumentet er længere. Desuden byggede han instrumenter af eksisterende typer, også disse er dokumentet i inventarlisten fra år 1700: et clavicytherium (cembalo med vertikale stilet strenge) og to cembali af italiensk 2 x 8' konstruktion; en af dem med ramme i det usædvanlige materialet ibenholt.
4. maj 2015 dedikerer Google deres Google Doodle til Bartolomeo Cristoforis i anledning af hans 360-års fødselsdag.